# Уэст, Джон, 2-й граф де ла Варр
Генерал-лейтенант Джон Уэст, 2-й граф де Ла Варр (англ. John West, 2st Earl De La Warr ; 9 мая 1729 — 22 ноября 1777) — британский офицер, пэр и придворный. Он носил титул учтивости — виконт Кантелуп с 1761 по 1766 год.

## Ранняя жизнь
Родился 9 мая 1729 года. Старший сын Джона Уэста, 7-го барона и 1-го графа де ла Варра (1693—1766), и его первой жены, леди Шарлотты Маккарти (1700—1735). После смерти матери его отец снова женился на Энн Невилл, леди Бергавенни (вдове Джорджа Невилла, 13-го барона Бергавенни), дочери морского капитана Неемии Уокера, в июне 1744 года.

## Карьера
В 1746 году Джон Уэст поступил на военную службу в чине прапорщика 3-го пехотного гвардейского полка, дослужился до подполковника, в 1755 году был переведен 1-й конно-гвардейский отряд, а в 1758 году получил чин полковника. С 1760 по 1761 год — адъютант короля Георгу III и получил чин генерал-майора в 1761 году. В 1761 году отцу Уэста были присвоены титулы графа де ла Варра и виконта Кантелупа, что позволило Джону Уэсту использовать последний в качестве титула учтивости. С 1761 по 1766 год лорд Кантелуп был заместителем камергера королевы Шарлотты, а с 1763 по 1766 год — капитан и полковник 1-го отряда конно-гренадерской гвардии.
Унаследовав титулы своего отца в 1766 году, он стал шталмейстером королевы Шарлотты, а также капитаном и полковником Собственного отряда конной гвардии Его Величества, служа в обеих должностях до своей смерти в 1777 году. В 1768 году он стал лордом-камергером королевы Шарлотты. а в 1770 году он получил звание генерал-лейтенанта британской армии.

## Личная жизнь
8 августа 1756 года Джон Уэст женился на Мэри Виньярд (? — 27 октября 1784), дочери генерал-лейтенанта Джона Виньярда и Кэтрин Аллестрек. У супругов было две дочери и три сына:
- Уильям Огастес Уэст, 3-й граф де Ла Варр (27 апреля 1757 — январь 1783), умерший неженатым[1].
- Джон Ричард Уэст, 4-й граф де Ла Варр (28 июля 1758 — 28 июля 1795), который женился на Кэтрин Лайель, дочери Генри Лайелла, шведского дворянина, эмигрировавшего в Англию[1][3].
- Достопочтенный Фредерик Уэст (1767 — 22 марта 1852), в 1792 году женился первым браком на Шарлотте Митчелл (? — 1795), дочери Ричарда Митчелла из Калхэм-Корта. В 1798 году он женился вторым браком на Марии Мидделтон (? — 1843), сестре Ричарда Мидделтона и второй дочери Ричарда Мидделтона из замка Чирк и Элизабет Рашаут[1].
- Леди Джорджиана Уэст (? — 1832), вышедшая замуж за Эдварда Пери Бакли и мать Эдварда Пери Бакли, члена парламента от Солсбери[1].
- Леди Матильда Уэст (? — 1843), вышедшая замуж за генерала Генри Виньярда, главнокомандующего Шотландии[1].

Лорд Де Ла Варр умер на Одли-сквер в Мейфэре, Лондон, 22 ноября 1777 года и был похоронен в церкви Святой Маргариты в Вестминстере 30 ноября того же года. Его титулы перешли к его старшему сыну Уильяму.